# Буш (ландшафт)
Буш (англ. Bush, рус. кусты, кустарник) — обширные не освоенные человеком пространства, обычно поросшие кустарником или низкорослыми деревьями, в основном в Австралии; реже такой ландшафт встречается в Новой Зеландии, Южной Африке, Канаде и на Аляске.

## Австралия
Буш — термин австралийского происхождения. Так первые европейские поселенцы назвали незнакомый им ландшафт, состоящий из кустарников и низкорослых деревьев, причём жёлто-коричневые оттенки преобладали над привычными им зелёными. Ныне термином буш в Австралии называют почти любую малонаселённую местность, независимо от типа покрывающей его растительности (для обозначения ещё менее населённой и бесплодной местности используется термин аутбэк).
Буш был воспет поэтами Генри Лоусоном и Эндрю Патерсоном, существует даже понятие «баллада о буше». Пейзажи буша писали художники Том Робертс, Артур Стритон и Фредерик Маккаббин. Картина последнего «Идиллия буша» (Bush Idyll), написанная в 1893-м,  была в 1998 году продана на аукционе  за рекордную для тех времён цену 2,31 млн австралийских долларов.
В Австралии фраза «всё или ничего» часто звучит как «Сидней или буш».

## Новая Зеландия
В Новой Зеландии термин буш используется, в принципе, в том же значении, что и в соседней Австралии, может означать луга и леса за пределами обжитых мест. Больше всего бушей на Южном острове, особенно в регионе Уэст-Кост.

## Южная Африка
В Южной Африке термин буш имеет несколько иное значение: ненаселённые местности, но не вельд, так же называют саванны в северной части ЮАР.

## Канада и Аляска
Основная статья: Буш (Аляска)
На Аляске бушем называют места, до которых невозможно добраться на автомобиле. Таким образом, бо́льшая часть штата является бушем. Основное средство передвижения на Аляске — небольшой самолёт, на котором частный пилот переправляет пассажиров (как правило, охотников и рыбаков) в «любую точку на карте», — называется буш-пилот. В Канаде слово имеет то же значение, на местном диалекте французского языка la brousse или le bois.